# Mölndals stadsbibliotek
| Mölndals stadsbibliotek, i botten på det nybyggda höghuset i kvarteret Hajen. |  | Mölndals stadsbibliotek, i botten på det nybyggda höghuset i kvarteret Hajen. |
| Mölndals stadsbibliotek, i botten på det nybyggda höghuset i kvarteret Hajen. |  |                                                                               |

Mölndals stadsbibliotek är folkbibliotek för Mölndals kommun. Huvudbiblioteket ligger sedan 2017 på Bergmansgatan 29/Brogatan 40. Biblioteket flyttade i december 2017 från Folkets hus, där biblioteket legat sedan 1959. Två större filialer finns i Kållered och Lindome, orter som tidigare var två självständiga landskommuner men sedan 1971 är inkorporerade i Mölndal. Mölndal har också en bokbuss med verksamhet i hela kommunen. Förutom detta satsar biblioteket på Boken Kommer-verksamhet, uppsökande verksamhet bland förskolor och kriminalvård. 

## Historik
Biblioteket i Mölndal har en lång historia, vilken på många sätt är typisk för svenska folkbibliotek. 1863 invigdes Fässbergs sockenbibliotek, stängt 1894 efter en omfattande brand i socknen. Det öppnades igen 1902 och bytte 1922 namn till Mölndals stadsbibliotek, det sistnämnda i samband med att Mölndal blev stad.
Kring sekelskiftet grundades också olika bibliotek inom ramen för olika folkrörelser – som Arbetarnas bildningsförbund (ABF), Jordbrukareungdomens förbund (JUF), Svenska Landsbygdens Studieförbund (SLS) och olika nykterhetsrörelser. 1940 uppgick flera av dessa i stadsbiblioteket. Samma utveckling ägde rum i landskommunerna Kållered och Lindome, men där föregick folkrörelsebiblioteken de kommunala. Lindome fick sitt kommunala bibliotek först 1944 och Kållered 1952. 1971 uppgick båda dessa, som tidigare nämnts, i Mölndals stadsbibliotek.
Bland personer som varit historiskt viktiga för Mölndalsbibliotekens utveckling märks Edvin Trettondal i Mölndal, Ivar Andersson i Kållered och makarna Axel och Rut Adler i Lindome.